# Posiołok Lenina (obwód orenburski)
Posiołok Lenina (ros. Посёлок Ленина) – osiedle w Rosji, w obwodzie orenburskim, w rejonie orenburskim. W 2010 liczyło 1401 mieszkańców.